# フォキオンの遺灰のある風景
『フォキオンの遺灰のある風景』（フォキオンのいはいのあるふうけい、仏: Paysage avec les cendres de Phocion、英: Landscape with the Ashes of Phocion）は、フランスの17世紀の画家ニコラ・プッサンが1648年にキャンバス上に油彩で制作した風景画で、1983年以来リバプールのウォーカー・アート・ギャラリーに所蔵されている。主題はプルタルコスの『対比列伝』から採られており、紀元前4世紀のアテナイの英雄フォキオンにまつわるものである。元来、対となる『フォキオンの葬送』 (カーディフ国立美術館に寄託) とともに、リヨンの富裕な絹織物商人スリジェのために描かれた。

## 作品
美術史家のアンソニー・ブラントによれば、プッサンはプルタルコスのみならず、コルネリウス・ネポスやディオドロス・シクルスなどの古代歴史家の書にも目を通した可能性が示唆されている。したがって、本作の主題は、ストア派的な武人の生き様を称揚するものである。
アレクサンドロス大王が古代ギリシアを制圧しようとしていた時代、ギリシアはいわゆる「衆愚政治」の混乱した時代であった。この世相に生きた将軍がフォキオンであった。彼は武人としてアテナイを幾度となく救ったが、やがて敵対者からの讒言にあい、失脚し、死刑に処せられた。フォキオンの遺体はアテナイに埋葬することが禁じられ、メガラの郊外に送られた後に焼却された。

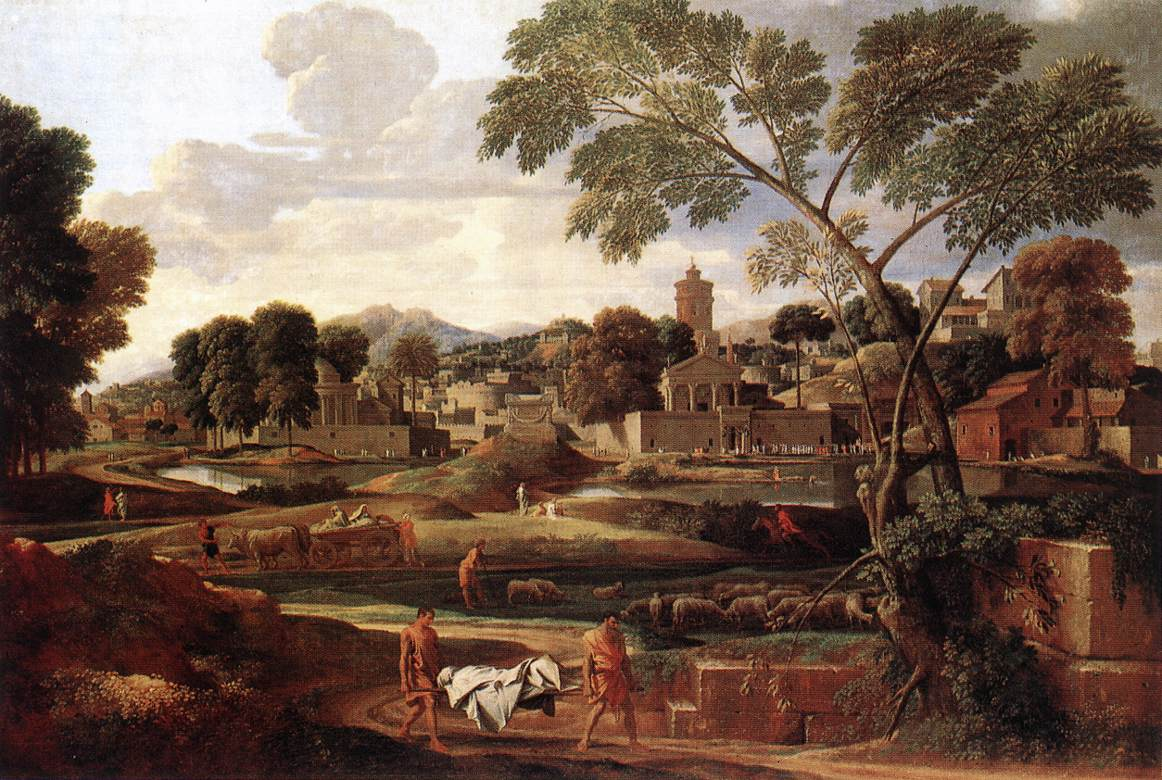
プッサン『フォキオンの葬送』 (1648年)、カーディフ国立美術館に寄託

遺体が運ばれる情景は『フォキオンの葬送』に描かれている。それに続く本作は、運び出された遺体がメガラで得た火により焼却されたという逸話にもとづく。風景と建築物の静寂が画面前景の緊迫した状況と対比されている。そこには、火葬に立ち会ったフォキオンの未亡人が遺灰を収集する姿が描かれている。彼女の背後にいる召使は、近くの林に隠れている偵察者の青年に気づいているようである。この後、未亡人は墓を作って、ブドウ酒を注ぎ、夜になってようやく我が家にフォキオンの骨を持ち帰ることができた。なお、画面の建物の上には岩がそびえたっており、自然の人間に勝る力を想起させているのかもしれない。
本作は、いわゆる「大様式」と呼ばれるプッサンの完成された様式を示す。風景の中に建築モティーフを入れる手法は、ドメニキーノなどのボローニャ派から学んだものである。また、描かれている家々や寺院は勝手に描かれたものではなく、イタリアのマニエリスム期の建築家セバスティアーノ・セルリオなどの特殊な建築書から引いてきており、プッサンが歴史画を描くにあたって正確な建築的背景を意匠したことを示す。それが見事に古典的舞台設定として完成している一方、画面に平行な前景、中景、遠景が整然と奥行きを形成している。美術史家ケネス・クラークの呼ぶ「幾何学的」で「英雄主義的」風景の典型である。